# Jenna Jameson
Jenna Jameson (9. dubna 1974 Las Vegas, Nevada v USA) je americká režisérka, modelka, striptérka a bývalá herečka ve filmech pro dospělé. Její přezdívky jsou Daisy a Jennasis. Bývá nazývaná královnou pornografie a vlastní společnost ClubJenna, kterou založila s Jayem Grdinou. Vystupovala v několika talkshow a účinkovala v dabingu (Family Guy, GTA: Vice City). Hrála i v několika filmech bez věkového omezení a napsala vlastní komiks. Vystupuje na Broadwayi v Rock of Ages. Jako herečka natočila 161 filmů, 4 režírovala. Jde o nejbohatší pornoherečku na světě. Napsala veleúspěšnou biografii.

## Filmy
- 1994: Up and Cummers 11 (4-Play Video)
- 1995: Blue Movie (Wicked Pictures)
- 1996: Jenna Loves Rocco (Vivid)
- 1996: Conquest (Wicked Pictures)
- 1997: Wicked Weapon (Wicked Pictures)
- 1997: Satyr (Wicked Pictures)
- 1998: Dangerous Tides (Wicked Pictures)
- 1998: Flashpoint (Wicked Pictures)
- 1999: Hell on Heels (Wicked Pictures)
- 2000: Dream Quest (Wicked Pictures)
- 2001: Briana Loves Jenna (Vivid / Club Jenna)
- 2004: Bella Loves Jenna (Vivid / Club Jenna)
- 2004: The Masseuse (Vivid / Club Jenna)
- 2005: The New Devil In Miss Jones (Vivid)
- 2005: Last Girl Standing (Vivid)
- 2006: Janine Loves Jenna (Vivid / Club Jenna)
- Wicked One
- 2008: Zombie Strippers
- 2008: Burn